# Talleres Nacionales (Francia)

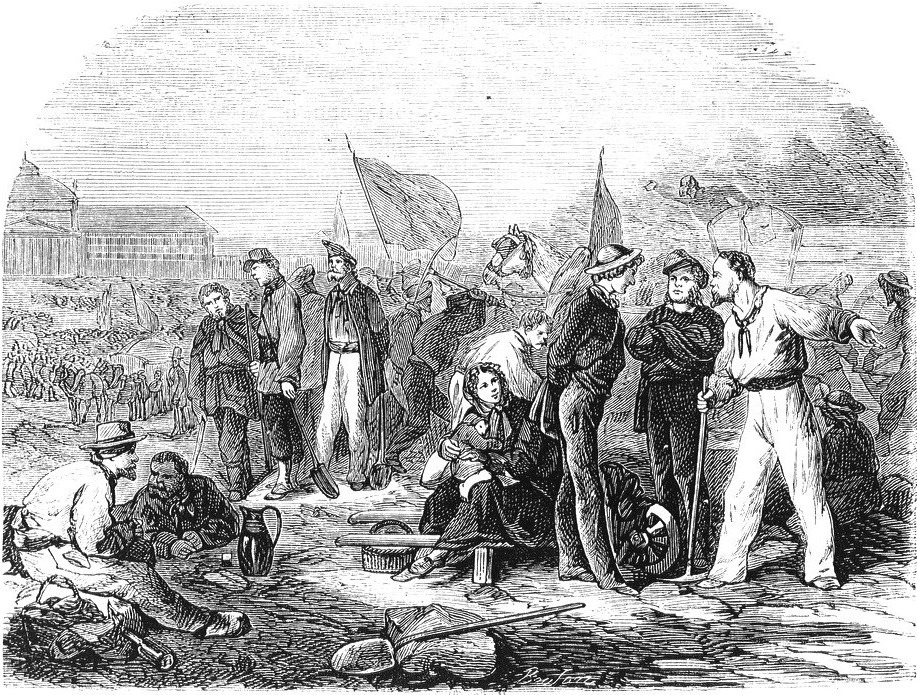
Talleres nacionales en el Campo de Marte de París. Grabado de César Bouton.

Los Talleres Nacionales (ateliers nationaux en francés) fueron una organización estatal destinada a dar trabajo a los desempleados parisinos en los primeros meses de la Segunda República francesa. El Estado francés se encargaba de crear obras en las que emplear a los trabajadores en paro, de la organización de los Talleres, y de pagar a los obreros. Esta experiencia social duró del 27 de febrero de 1848 al 20 de junio de 1848.

## Origen
En su obra Organisation du travail (Organización del trabajo) (1839), Louis Blanc contemplaba la creación de "talleres sociales" que serían cooperativas de producción para obreros del mismo ramo, pero sin director o "patrón". El Estado tenía que favorecer su creación aportando el capital inicial. Los Talleres Nacionales fueron creados precipitadamente y su diseño quería contrarrestar este modelo, inspirándose en los talleres caritativos que ya existían en el Antiguo Régimen.
La Revolución francesa de 1848 llevó a Louis Blanc al gobierno provisional de la Segunda República que proclamó el 25 de febrero de 1848 el derecho al trabajo. Pidió en vano la creación de un Ministerio de Trabajo, pero el gobierno se limitó a crear una comisión, la Comisión del Luxemburgo (del nombre del palacio donde se reunía), en la que economistas liberales, teóricos socialistas y delegados obreros tenían que elaborar un plan de organización del trabajo. La Comisión no disponía de presupuesto propio, contrariamente a los deseos de Louis Blanc. Fue nombrado presidente, un puesto que aceptó con escepticismo, y el obrero Albert, que era también miembro del gobierno, vicepresidente.

## Los Talleres Nacionales

### Creación
Los talleres fueron inaugurados el 27 de febrero de 1848 por el ministro de Obras Públicas Marie. Su dirección fue confiada al ingeniero químico Émile Thomas (que no tenía competencias relacionadas con la misión encargada), ayudado por los alumnos de la Escuela Central de París.

### Funcionamiento
Los Talleres Nacionales se estructuran según una organización de tipo militar. De hecho, los obreros son miembros de la Guardia Nacional que desde el 8 de marzo de 1848 está abierta a todos, y cuyos efectivos pasan de 56.751 hombres el 1 de febrero a 190.299 el 18 de marzo. Todo obrero que haga una guardia recibe 2 francos presentando el debido certificado. Algunos miembros del gobierno consideran a los obreros de los Talleres Nacionales como un ejército de reserva que podría intervenir al lado de la Guardia Móvil y del Ejército en caso de levantamiento popular.
Los obreros trabajan de las 6:30 de la mañana hasta las 18:00 horas, con un desayuno de 9 a 10 y un almuerzo de 14 a 15 horas. Se pasan listas dos veces al día y toda ausencia es penalizada económicamente. Una ausencia de dos días seguidos conlleva la expulsión de los Talleres.
El jornal se remunera con 2 francos y la paga sube en función del grado de responsabilidad en la organización, hasta 3 francos para los brigadas y 4 francos para los tenientes. Los alumnos de la Escuela Central cobran 5 francos al día independientemente de su rango. Como resulta imposible emplear a todos los obreros todos los días (se estima que el trabajo efectivo ocupaba uno de cada cuatro días), se paga una indemnización de 1,50 francos por día de inactividad. Debido al aumento considerable de los trabajadores inscritos en los Talleres, a partir del 17 de marzo esta indemnización se reduce en 50 céntimos y se suprime la paga de los domingos. En aquel momento, la libra de pan costaba una media de 35 céntimos. Los obreros más necesitados se benefician diariamente de unos cupones para comprar pan, carne y caldo. Si el obrero enferma, la organización asume los gastos de hospitalización y su mujer y sus hijos reciben ayuda a domicilio. En caso de accidente de trabajo, la familia percibe la indemnización por inactividad. Los Talleres Nacionales disponían de una oficina médica compuesta de 12 médicos que atendían in situ y realizaban visitas a domicilio.

### Obras públicas
Los Talleres Nacionales asumieron varias obras de construcción y pavimentación en las que el trabajo ofrecido no correspondía obligatoriamente a la cualificación de los obreros en paro. Una encuesta del 19 de mayo de 1848 revela que se contabilizaban 216 profesiones diferentes entre los obreros de los Talleres, con una amplia representación de artesanos, una característica de la población parisina (joyeros, cerrajeros, ebanistas...). Según la declaración de Emile Thomas ante la comisión de investigación que se creó después de su supresión, de 115.000 hombres 70.000 tenían una profesión relacionada con la construcción y entre 10.000 y 15.000 no tenían ninguna profesión declarada. Los demás ejercían distintas profesiones, algunas relacionadas con la industria de lujo (joyería, trabajo del bronce, "artículos de París").
Las obras públicas emplean a la mayoría de estos obreros. El nivelamiento de la plaza de Europa, cerca de la estación de Saint-Lazare, fue obra de ellos, participaron en las obras realizadas por las compañías privadas de ferrocarril en París y sus afueras, y como faltaba trabajo se encargaron de sustituir los árboles destruidos por las jornadas revolucionarias de febrero. Pero muchos de ellos no tenían en qué emplearse.

## Cierre y represión
Los Talleres Nacionales fueron víctimas del cambio político que se operó en la primavera de 1848, tras las elecciones generales. La revolución había sido obra del pueblo de París, pero la instauración del sufragio universal masculino dio un enorme poder político al voto conservador del campesinado. Los notables que habían desaparecido temporalmente reaparecieron y se hicieron con el poder real. Los resultados de las elecciones del 23 de abril de 1848 causaron una profunda decepción en los círculos republicanos progresistas cuando los republicanos moderados y los republicanos "del día después" (monárquicos y bonapartistas recién sumados a la República) se hicieron con la mayoría de los escaños. El 10 de mayo, el gobierno provisional dio paso a una Comisión Ejecutiva de la que Louis Blanc y Albert quedaron excluidos.
Para los "nuevos" dirigentes de Francia, los Talleres Nacionales son una aberración económica y social, y un peligro político. Les repugna la idea de que se pueda pagar a alguien para no hacer nada, y de que se implanten ayudas sociales cuando, según ellos, deberían depender de la caridad privada. Están fundamentalmente opuestos a que el Estado intervenga en el terreno económico y en la regulación de las relaciones laborales entre los empresarios y sus asalariados (se prohíben las huelgas y los sindicatos, y la aplicación de la legislación sobre el trabajo infantil se ve enormemente dificultada). Para ellos los Talleres Nacionales son un pozo financiero y un desastre moral: en palabras del conde de Falloux "una huelga organizada por 170.000 francos al día, a saber 45 millones al año (...), un foco activo de fermentación permanente (...), la alteración más desoladora del carácter tan glorioso y altivo del trabajador". En realidad, el coste de los Talleres Nacionales en los presupuestos del Estado es mínimo, alrededor de 1%. Por otra parte, la incapacidad de la organización para proveer empleo suficiente hace que los obreros ociosos se vuelvan más permeables a la propaganda política, tanto de los republicanos y socialistas como de los bonapartistas (Ya en 1844 Luis Napoleón Bonaparte había publicado un panfleto de carácter social, L'Extinction du paupérisme (La extinción del pauperismo).
El fracaso de la manifestación del 15 de mayo de 1848 decapita el ala más progresista del movimiento republicano, encarcelando a líderes como Blanqui y Barbès. Al día siguiente se suprime la Comisión del Luxemburgo y la Asamblea Nacional amenaza a Louis Blanc con enjuiciarle. Se cierran las inscripciones a los Talleres Nacionales y en la Asamblea el conde de Montalembert y el conde de Falloux, miembros influyentes de la mayoría conservadora, denuncian el proyecto incesantemente. El 26 de mayo, Ulysse Trélat, ministro de Obras Públicas, cesa a Emile Thomas, director de los Talleres, para sustituirle por Léon Lalanne, lo que prefigura su cierre. Sin embargo, la Comisión Ejecutiva es reacia a suprimir ese símbolo del espíritu de la Revolución de febrero, y anula el decreto.
El 30 de mayo de 1848, la Asamblea vota que los obreros residentes desde hace menos de tres meses en París y en el departamento del Sena han de abandonar la capital. En paralelo el proyecto del gobierno de nacionalizar los ferrocarriles, lo que permitiría superar la mala voluntad de las compañías privadas para abrir nuevas obras ferroviarias, precipita los acontecimientos. El 20 de junio, la Asamblea vota el cierre de los Talleres, y el 21 la Comisión Ejecutiva decide poner en aplicación el decreto del 24 de mayo: los obreros de 18 a 25 años entrarán en el ejército y los demás deberán estar listos para trabajar en obras públicas en provincias. Marie, miembro de la Comisión Ejecutiva, se niega violentamente a recibir una delegación obrera. Las primeras barricadas surgen entonces en las calles de París dando comienzo a la revuelta popular conocida como Jornadas de junio.